# Anderson Luís de Abreu Oliveira
Anderson Luís de Abreu Oliveira (Porto Alegre, 13. travnja 1988.), poznatiji kao Anderson je brazilski umirovljeni nogometaš.
Anderson je karijeru započeo u brazilskom Grêmiju, za kojeg je 2005., u razigravanju postigao gol za pobjedu nad Nauticom kojom se Gremio plasirao u prvu brazilsku ligu. Već nakon nekoliko nastupa, prelazi u Porto s kojim je sezone 2006./07. debitirao u Ligi prvaka. U ljetnom prijelaznom roku 2007. prelazi u Manchester United, te je tako postao tek drugi Brazilac koji je igrao za crvene vragove. Za United je debitirao 1. rujna 2007. u utakmici protiv Sunderlanda, a igrao je i u finalu Lige prvaka 2008. u kojem je Manchester svladao Chelsea. Osim četiri titule engleskog prvaka i dva FA kupa, Brazilac je uspio osvojiti i Ligu prvaka s Unitedom. Anderson također nastupa i za brazilsku reprezentaciju, a igrao je na Copa Americi 2007. gdje je Brazil osvojio zlato, te na Olimpijskim igrama 2008. gdje je osvojio brončanu medalju.
U rujnu 2019. godine je Anderson objavio da odlazi u mirovinu u 31 godini.

## Naslovi
Gremio
- Campeonato Brasileiro Série B
  - Prvak (1): 2005.

 Porto
- SuperLiga
  - Prvak (2): 2005./06., 2006./07.
- Portugalski kup
  - Prvak (1): 2005./06.
- Portugalski Superkup
  - Prvak (1): 2005./06.

 Manchester United
- FA Premier Liga
  - Prvak (2): 2007./08., 2008./09.
- UEFA Liga prvaka
  - Pobjednik (1): 2007./08.
- UEFA Superkup
  - Doprvak (1): 2008.
- FIFA Svjetsko klupsko prvenstvo
  - Pobjednik (1): 2008.
- Engleski Liga kup
  - Pobjednik (1): 2008./09.

 Brazil
- Copa America
  - Prvak (1): 2007.
- Olimpijske igre 
  - Bronca (1): 2008.

## Statistika
| Klub              | Sezona    | Liga  | Liga | Kup   | Kup  | Liga kup | Liga kup | Kont. natj. | Kont. natj. | Ostalo1 | Ostalo1 | Ukupno | Ukupno |
| Klub              | Sezona    | Nast. | Gol. | Nast. | Gol. | Nast.    | Gol.     | Nast.       | Gol.        | Nast.   | Gol.    | Nast.  | Gol.   |
| ----------------- | --------- | ----- | ---- | ----- | ---- | -------- | -------- | ----------- | ----------- | ------- | ------- | ------ | ------ |
| Grêmio            | 2004.     | 6     | 1    | 0     | 0    |          |          | 0           | 0           | 0       | 0       | 6      | 1      |
| Grêmio            | 2005.     | 0     | 0    | 0     | 0    | 0        | 0        | 0           | 0           | 0       | 0       |        |        |
| Grêmio            | Ukupno    | 6     | 1    | 0     | 0    |          |          | 0           | 0           | 0       | 0       | 6      | 1      |
| Porto             | 2005./06. | 3     | 0    | 0     | 0    | 0        | 0        | 0           | 0           | 0       | 0       | 3      | 0      |
| Porto             | 2006./07. | 15    | 2    | 0     | 0    | 0        | 0        | 3           | 0           | 0       | 0       | 18     | 2      |
| Porto             | Ukupno    | 18    | 2    | 0     | 0    | 0        | 0        | 3           | 0           | 0       | 0       | 21     | 2      |
| Manchester United | 2007./08. | 24    | 0    | 4     | 0    | 1        | 0        | 9           | 0           | 0       | 0       | 38     | 0      |
| Manchester United | 2008./09. | 6     | 0    | 0     | 0    | 1        | 0        | 1           | 0           | 1       | 0       | 9      | 0      |
| Manchester United | Ukupno    | 30    | 0    | 4     | 0    | 2        | 0        | 10          | 0           | 1       | 0       | 47     | 0      |
| Ukupno            | Ukupno    | 55    | 3    | 4     | 0    | 2        | 0        | 13          | 0           | 1       | 0       | 74     | 3      |

1 - Uključujući FA Community Shield, UEFA Superkup, Interkontinentalni kup i FIFA Svjetsko klupsko prvenstvo

## Vanjske poveznice
|  | Zajednički poslužitelj ima još gradiva o temi Anderson Luís de Abreu Oliveira |

- Profil na ManUtd.com